# Надприродне: знаки
«Надприродне: знаки» (Something in the Dirt) — американський науково-фантастичний комедійний фільм жахів 2022 року, знятий Джастіном Бенсоном і Аароном Мурхедом. Прем'єра фільму відбулася на кінофестивалі «Санденс»-2022.

## Про фільм
Сусіди по орендованій квартирі в Лос-Анджелесі стають свідками надприродних подій у своєму житлі. Вони вирішують зняти про це документальний фільм, щоб трохи підзаробити.
Але чим довше вони досліджують дедалі незрозуміліші знаки і проникають на дедалі небезпечніші території надприродного, тим виразніше їх життю загрожує реальна небезпека.

## Знімались
| Актор                    | Роль         |
| ------------------------ | ------------ |
| Аарон Мурхед             | Деніелс      |
| Джастін Бенсон           | Данубе       |
| Сара Адіна Сміт          | Рита         |
| Вінні Керран             | Деніелс      |
| Крістофер Роберт Каргілл | радіоведучий |
| Стефанія Целла           | Стефанія     |